# Richard Wagner (író)
Richard Wagner (Lovrin, Románia, 1952. április 10. – Berlin, 2023. március 14.) romániai születésű német író, költő.

## Életpályája
A Temesvári egyetem bölcsészkarának elvégzése után Vajdahunyadon volt tanár, majd a Brassóban megjelenő országos hetilap, a Karpatenrundschau temesvári tudósítójaként dolgozott. A fiatal romániai német írókat tömörítő Aktionsgruppe Banat egyik alapítója és szervezője volt. 1987 óta Berlinben élt.

## Jelentősebb művei
- Klartext Ein Gedichtbuch (versek), Bukarest, 1973
- Die Invasion der Uhren (versek), Bukarest, 1977
- Der Anfang einer Geschichte (regény), Kolozsvár, 1980
- Rostregen (versek), 1986
- Mit Madonna in der Stadt (versek), 2000
- Ausreiseantrang (elbeszélések, kisregények), Berlin, 2002, a címadó kisregény magyarul megjelent Kivándorlási kérelem címen (fordította: Fodor Zsuzsa; Magvető, Budapest, 1989 (Rakéta Regénytár)
- Sonderweg Rumänien (esszék), 1991
- Der Himmel von New York im Museum von Amsterdam (rövidprózák), 1992
- Mythendämmerung (esszék), 1993
- Die Muren von Wien (Kőomlás Bécsben), 1990; fordította: Zsidó Ferenc, utószó Markó Béla; Pont, Budapest, 1999 (Conflux)
- In der Hand der Frauen (regény), 1995
- Sonderweg Rumänien. Bericht aus einem Entwicklungsland (Román különút: Jelentés egy fejlődő országból); fordította: Ferencz Zsuzsa, előszó Szász János; Kriterion, Bukarest, 1996
- Miss Bukarest (regény), 2001
- Habseligkeiten (Ingóságok) (regény), 2004; fordította: Kurdi Imre, utószó Balogh F. András; Bookart, Csíkszereda, 2009
- Das reiche Mädchen (regény), 2007
- Der leere Himmel. Reise in das Innere des Balkan (balkáni utinapló), 2003
- Habseligkeiten. Roman. Aufbau: Berlin, 2004. ISBN 3-351-03027-4
- Der deutsche Horizont. Vom Schicksal eines guten Landes. Essay. Aufbau: Berlin, 2006. ISBN 3-351-02628-5
- Federball Gedichte. Reihe: "Zeitzeichen", Aschersleben, 2007. ISBN 3-9810379-4-4
- Das reiche Mädchen. Roman. Aufbau: Berlin, 2007. ISBN 3-351-03226-9
- Es reicht. Gegen den Ausverkauf unserer Werte. Essay. Aufbau: Berlin, 2008. ISBN 3-351-02673-0
- Linienflug. Gedichte. Hg. von Ernest Wichner. Hochroth, 2010. ISBN 978-3-942161-03-9
- Belüge mich. Roman. Aufbau: Berlin, 2011. ISBN 978-3-351-033361
- Die deutsche Seele (mit Thea Dorn). Knaus: München, 2011. ISBN 978-3-8135-0451-4
- Und meine Seele spannte weit ihre Flügel aus. Hundert deutsche Gedichte. Hg. und mit einem Nachwort von Richard Wagner. Aufbau: Berlin, 2013. ISBN 978-3-351-03549-5
- Habsburg. Bibliothek einer verlorenen Welt. Hoffmann und Campe: Hamburg, 2014. ISBN 978-3-455-50306-7

### Magyarul meg jelent művei
- Kivándorlási kérelem; ford. Fodor Zsuzsa; Magvető, Bp., 1989 (Rakéta Regénytár)
- Román különút. Jelentés egy fejlődő országból; ford. Ferencz Zsuzsa, előszó Szász János; Kriterion, Bukarest, 1996
- Kőomlás Bécsben. Regény; ford. Zsidó Ferenc, utószó Markó Béla; Pont, Bp., 1999 (Conflux)
- Ingóságok. Regény; ford. Kurdi Imre, utószó Balogh F. András; Bookart, Csíkszereda, 2009